# Roliciclidina
La roliciclidina (PCPy) es una droga anestésica disociativa con efectos alucinógenos y sedantes. Es similar en efectos a la fenciclidina (PCP), pero ligeramente menos potente y tiene menos efectos estimulantes. Los efectos sedantes se han descrito como algo similares a los de los barbitúricos, pero con adicionales efectos anestésicos y alucinógenos disociativos parecidos a los de la fenciclidina.

## Química
La roliciclidina es una pirrolidina análoga de la fenciclidina en la que el hidrógeno unido al nitrógeno está sustituido por un grupo 1-fenilciclohex-1-ilo.

## Mecanismo de acción
La roliciclidina actúa principalmente como antagonista del receptor N-metil D-aspartato (NMDA), bloqueando su actividad. Cualquier sustancia que inhibe la acción de la NMDA tiende a inducir un estado conocido como anestesia disociativa, marcado por catalepsia amnesia, analgesia y, en tanto que los efectos secundarios pueden incluir alucinaciones, pesadillas, y confusión. Debido a sus efectos psicotomiméticos, muchos antagonistas del receptor de NMDA se utilizan como drogas recreativas.

## Estado legal
Debido a su similitud a los efectos de la fenciclidina, la roliciclidina se colocó en 1971 en la lista de drogas bajo fiscalización internacional, aunque nunca ha sido muy abusada por los adictos a estas sustancias y ahora es poco conocida.

## Antídoto
En el caso de un varón de 31 años de edad, que presentaba síntomas neurológicos y psíquicos tras la ingestión de fenilciclohexilpirrolidina (PCPy roliciclidina), que fue verificada por la identificación de la sustancia en la orina, se instauró un tratamiento con fisostigmina (IM) que produjo una reversión rápida y sostenida de estos síntomas.
La psicosis puede aliviarse con haloperidol 5 mg IM que causa una mejora significativa mientras que el tratamiento con placebo no lo logra. Los resultados del tratamiento de la psicosis por roliciclidina empleando haloperidol fueron similares a los informes publicados previamente con psicosis debida a fenciclidina.